# Jacques Soppelsa
Jacques Soppelsa, né le 10 juin 1943 à Libourne (France), est un géopolitologue français.
Il est également ancien président de la fédération française de rugby à XIII.

## Biographie

### Jeunesse et études
Jacques Soppelsa descend d'une famille d'origine vénitienne. Après une scolarité en classes préparatoires aux grandes écoles, il est admis en 1961 à l'École normale supérieure de Saint-Cloud. En 1965, il obtient l'agrégation de géographie.
Il passe deux ans comme assistant à l'ENS entre 1965 et 1967, puis fait deux ans de service militaire. Il est recruté comme maître de conférences à l'université Panthéon-Sorbonne en 1971. En 1973, il entame un master à l'Institut d'études politiques de Paris.
En 1977, il est auditeur à l'Institut des hautes études de Défense nationale. Il est docteur, ayant rédigé une thèse sur le complexe militaro-industriel américain en 1977.
Jacques Soppelsa est marié avec Patricia Mamet (professeure de droit, ancien membre du Conseil économique, social et environnemental). Il est père de cinq enfants.

### Parcours universitaire
En 1978, il est nommé professeur de chaire à la Sorbonne. Il s'implique dans la vie de l'université et en devient président. Il la préside de 1982 à 1989. Avec le recteur de Barcelone, Ricardo Bricall et le recteur de Bologne, Roversi Monaco, il est à l'origine, en 1987, de la création du programme Erasmus.
En 2002, il devient directeur du master de géopolitique de l'École normale supérieure de la rue d'Ulm et de la Sorbonne.
Il enseigne également la géographie aux étudiants de la prép'ENA ENS Ulm-Sorbonne, et la géopolitique à l'École des Hautes Études Internationales et Politiques (HEI-HEP) à Paris, dont il préside le comité scientifique et pédagogique.
Jacques Soppelsa a notamment co fondé l'Institut africain d'études stratégiques de Libreville et l'université française du Pacifique.

### Parcours professionnel
Il entre par la suite au Quai d'Orsay pour faire une carrière de diplomate aux États-Unis, puis en Amérique latine.
Aujourd'hui, Jacques Soppelsa s'investit dans de nombreuses activités, tant dans l'enseignement supérieur que dans la presse (rédaction d'une vingtaine d'ouvrages et d'articles pour le Figaro ou Libération) ou dans le sport (ancien joueur de rugby à XIII, il a présidé les fédérations française et internationale de ce sport). Il est également Directeur Académique de l'organisation non gouvernementale internationale UniRef, fondée par Yvelyne Wood et spécialisée dans l'enseignement supérieur pour les réfugiés.
Il est également vice-président du conseil d'administration d'Ecotec et membre du comité de rédaction de la Revue politique et parlementaire. Il s'est spécialisé sur les États-Unis, l'Amérique latine et l'Asie-Pacifique.

### Rugby à XIII
Jacques Soppelsa a été, de 1984 à 1987, le dixième président de la fédération française de rugby à XIII, alors nommée fédération française de jeu à XIII.
C'est à son instigation que cette fédération retrouve l'appellation « rugby à XIII », à la suite d'un procès qu'il remporte malgré l'opposition tenace de la fédération française de rugby (XV).
Élu au Comité Directeur de la FFR XIII en Juin 2016, il préside la Commission  « Objectif Ligue Nationale de Rugby à XIII ».

## Prises de position

### Positionnement politique
Il a été membre du Parti radical de gauche, ancien adjoint au maire de Libourne. Il a toutefois été, à partir de 2014, maire adjoint à la vie scolaire et universitaire, à la jeunesse et aux sports du 5e arrondissement de Paris, à l'époque tenu par le centre-droit et la droite,.

### Mondialisation
Jacques Soppelsa se montre très critique vis-à-vis de plusieurs facettes de la mondialisation, dont notamment de l'imposition de normes d'origine anglo-saxonnes.

### Enseignement de la géopolitique
Jacques Soppelsa a été titulaire de l'unique chaire de géopolitique de France, à la Sorbonne. Il considère que l'enseignement de la géopolitique en France a mis du temps à éclore, car la discipline a été « bafouée par les errements de Karl Haushoffer et de ses disciples ». Il se montre en faveur d'une plus grande diffusion de la discipline.
Le géopolitologue présente, dans sa préface du livre La mondialisation dangereuse, Alexandre del Valle comme le « représentant de la nouvelle génération de géopoliticiens qui n’a rien à envier à ses homologues américains ». En précisant qu'il approfondissait l’analyse de la mondialisation, trop souvent comprise comme « sans-frontiériste », dans une logique novatrice et contre-intuitive qui allait surprendre ses lecteurs et ses détracteurs,.

## Ouvrages
- La mondialisation dangereuse : vers le déclassement de l'Occident, avec Alexandre del Valle, Paris, Éditions L'Artilleur, 520 p., 2021 ; rééd. Vers un choc global ? La mondialisation dangereuse, nouvelle éd. revue et augmentée, 2023
- Azerbaïdjan, État leader du Sud Caucase, A2C Media, 2015[10]
- Mea Culpa, roman sous le pseudonyme de Jams S.McKenzie, 2013, A2C Media
- Louis XVII : la piste argentine, A2C Médias, Paris, 2011[10]
- Les 7 défis capitaux du nouvel ordre mondial, A2C Médias, Paris, 2010[10].
- Géopolitique du monde contemporain, coll. Nathan, Paris, 2008.
- Dix morts en sursis (roman de géopolitique-fiction) Éditions du Club Zéro Paris, 2006
- Les États-Unis. Une histoire revisitée, La Martinière, 2004.
- La prévention des conflits en Afrique centrale, avec Paul Ango Ela, Karthala, 2003.
- Les dates clefs de la construction régionale en Amérique latine, Ellipses, 2002.
- Géopolitique de l'Asie-pacifique, Ellipses, 2001.
- La démocratie américaine au XXe siècle, Ellipses, 1999[10].
- Des tensions et des armes, Publications de la Sorbonne, 1984.
- Géopolitique des nouvelles peurs, Ellipses, 2004.
- La dictature du rendement. Crises et mutations des agricultures du monde occidental, Ellipses, 1998[10].
- Géopolitique, Sirey, 1997.
- Lexique de Géopolitique, en collaboration, Dalloz, 1987[11].
- 10 mythes pour l'Amérique, Ellipses, 1997.
- Géographie des armements, Masson, 1980.
- Les États-Unis, PUF, Paris, 1976.
- L'Économie des États-Unis, Masson, Paris, 1979.